# Szopo Gelovani
Szopo Gelovani (1984. március 21. –) grúz énekesnő. Ő képviselte Grúziát Nodi Tatishvilivel a 2013-as Eurovíziós Dalfesztiválon Malmőben, a Waterfall című dalukkal. Nodit és Sophie-t 2012. december 31-én választotta ki a Grúz Közszolgálati Televízió az Eurovíziós Dalfesztiválon való szereplésre. Dalukat az Eurovízió-veterán Thomas G:son és Erik Bernholm szerezte.

## Fordítás
- Ez a szócikk részben vagy egészben  a   Sopho Gelovani című angol Wikipédia-szócikk fordításán alapul.  Az eredeti cikk szerkesztőit annak laptörténete sorolja fel. Ez a jelzés csupán a megfogalmazás eredetét és a szerzői jogokat jelzi, nem szolgál a cikkben szereplő információk forrásmegjelöléseként.